# Rage of Mages II: Necromancer
Rage of Mages II: Necromancer es un juego de rol para Microsoft Windows que fue desarrollado por el desarrollador ruso Nival Interactive y lanzado en 1999, y es conocido como Аllods II en Rusia. Contiene 43 misiones y un modo multijugador que permite jugar con hasta 16 jugadores.
El juego es parte de la serie de videojuegos Allods que también incluye Rage of Mages, Evil Islands: Curse of the Lost Soul, y Allods Online.